# Nelsonia (gênero botânico)
- Commons
- Wikispecies

Nelsonia R.Br., segundo o Sistema APG II, é um género botânico pertencente à família Acanthaceae.

## Espécies
- Nelsonia albicans
- Nelsonia brunellodes
- Nelsonia brunelloides
- Nelsonia campestris
- Nelsonia canescens
- Nelsonia gracilis
- Nelsonia hirsuta
- Nelsonia lamiifolia
- Nelsonia nummulariaefolia
- Nelsonia origanoides
- Nelsonia pohlii
- Nelsonia rotundifolia
- Nelsonia senegalensis
- Nelsonia smithii
- Nelsonia tomentosa
- Nelsonia vestita
- Nelsonia villosa

- «Lista das espécies»

## Nome e referências
Nelsonia Robert Brown 1810.

## Classificação do gênero
| Sistema | Classificação                       | Referência            |
| ------- | ----------------------------------- | --------------------- |
| APG II  | Ordem Lamiales, família Acanthaceae | APweb, versão 9, 2008 |